# Zalophus
Zalophus — тихоокеанський рід вухатих тюленів.
У складі роду виділяють три види, раніше всі три види розглядалися як підвиди Zalophus californianus:
- Zalophus californianus[2] — поширений вздовж тихоокеанського узбережжя Північної Америки;
- † Zalophus japonicus[3] — був поширений в Японському морі, немає достовірних зустрічей з кінця 1950-х, вважається вимерлим;
- Zalophus wollebaeki[4] — ендемік Галапагоських островів.